# Samuel Fuchs
Samuel Fuchs, född 4 mars 1984 i Curitiba, är en brasiliansk volleybollspelare. Fuchs blev olympisk silvermedaljör i volleyboll vid sommarspelen 2008 i Peking.